# Hebrejské melodie
Hebrejské melodie (1815, Hebrew Melodies) je básnická sbírka anglického romantického básníka Georga Gordona Byrona. Jedná se o sbírku lyrických básní na motivy starozákonních textů zhudebněných židovským skladatelem Isaacem Nathanem.

## Vznik a obsah sbírky
Myšlenku na vytvoření hudebního cyklu synagogální hudby pojal Isaac Nathan někdy v polovině roku 1813 ovlivněn dílem Hudební a poetické památky velšských bardů (1794, The Musical and Poetical Relicks of the Welsh Bard) od Edwarda Jonese a Irskými melodiemi (1808–1834, Irish Melodies) Thomase Moora. Sledoval tím ryze komerční cíl: chtěl se svézt na tehdejší vlně zájmu o exotickou lidovou hudbu. Tvrdil proto, že půjde o melodie staré více než tisíc let a některé z nich měli starověcí Hebrejci údajně zpívat ještě před zničením druhého jeruzalémského chrámu. Pro svůj záměr hledal Nathan pomoc významného básníka, aby vytvořil texty v angličtině a dodal projektu legitimitu. Obrátil se proto na Waltera Scotta, který však nabídku odmítl.
Nathanův přítel, bankéř a politik Douglas Kinnaird, který byl rovněž Byronovým přítelem, zprostředkoval Nathanovi roku 1814 setkání s Byronem, který nabídku přijal. Nejprve nabídl Nathanovi ke zhudebnění několik již hotových milostných básní (mezi nimi i báseň Jde v kráse, která je považována za jednu z jeho nejslavnějších lyrických děl) a pak již čerpal ze Starého zákona, hlavně z Knihy Jób. Traduje se ale, že si Byron vznikajícího díla příliš necenil. Ve slabé chvíli prý dokonce rukopisy hodil do ohně, Nathan je ale zachránil.
První vydání Hebrejských melodií pro hlas a klavír publikoval v dubnu roku 1815 sám Nathan. Toto vydání obsahovalo dvanáct písní vznikajících různým způsobem. Některé písně vytvořil Byron jako slova k Nathanovým melodiím, v jiných případech Nathan vytvářel melodie k již hotovým Byronovým textům. Deset z těchto dvanácti melodií bylo skutečně historicky použito v synagoze, dvě pravděpodobně složil Nathan sám. Ty, které pocházejí ze synagogální hudby, lze ale těžko považovat za starověké. Některé jsou z 10. a 11. století, jiné jsou převzaty z evropských lidových melodií včetně luteránských hymnů, které byly upraveny židovskými kongregacemi ve střední Evropě.
Na tomto prvním vydání je uveden jako spoluautor hudby John Braham, původně židovský kantor, který byl nejen hudební skladatel, ale také slavný tenor. Protože Nathan věděl předem, že se po vydání melodií ocitne pod palbou kritiky, hledal další podporu. Domluvil se proto s Brahamem, aby se pod hudbu k Hebrejským melodiím podepsal spolu s ním a aby zpíval některé písně cyklu na koncertech. Na oplátku dostal Braham polovinu výtěžku z prodeje.
V květnu téhož roku byly Byronovy texty vydány jako kniha básní londýnským nakladatelem Johnem Murrayem. V dubnu roku 1816 bylo Nathanem publikováno vydání obsahující 24 písní. Když skandál ohledně vztahu Byrona s jeho nevlastní sestrou Augustou přiměl v tomto roce básníka odejít z Anglie, předal Byron autorská práva na básně Nathanovi a ten do roku 1829 postupně rozšířil počet zhudebněných písní na třicet.
Ve sbírce jsou kromě básní založených na biblických motivech a příbězích také básně inspirované básníkovými osobními vzpomínkami a zážitky. Spojuje je celková nálada, převážně smutek a melancholie. Nejsou zamýšleny tak, aby měly náboženské poselství.  Mnoho z nich odráží básníkovy všeobecné sympatie s utlačovanými. Utrpení Židů v diaspoře je pro Byrona symbolem pro utrpení člověka jako takového.

## Recepce sbírky
Po vydání sbírky se stal Byron terčem vtipů některých recenzentů a vznikaly i parodie jeho textů. Mnoho recenzí však bylo pozitivních, verše byly označovány za elegantní a bylo zdůrazňováno, že současný neradostný osud židovského národa poskytl básníkovi velmi dobré téma, které mistrně využil.
Přes některá negativní hodnocení se básně ze sbírky staly populární, a to nejen nejen v Anglii, ale i v celé Evropě. V Rusku například vytvořil překlady některých básní Michail Jurjevič Lermontov, německý básník Heinrich Heine napsal jako poslední část své sbírky Romanzero z roku 1851 Hebräische Melodien na počest Byronově práci.
Mnoho skladatelů napsalo vlastní hudební doprovod k Byronovým textům, například Felix Mendelssohn-Bartholdy, Robert Schumann, Max Bruch, Milij Alexejevič Balakirev nebo Modest Petrovič Musorgskij.

## Česká vydání
- Lorda Byrona Hebrejské melodie, Praha: František Šimáček 1890, dvojí překlad Jaroslava Vrchlického a Josefa Václava Sládka.
- Lyrika: výbor. Praha: Mladá fronta 1959, uspořádal Jaroslav Hornát, překlad Hana Žantovská, jen některé básně.
- Poutník z Albionu. Praha: Československý spisovatel 1981. Překlad Hana Žantovská, jen některé básně.